# Tinea subalbidella
Tinea subalbidella is een vlinder uit de familie echte motten (Tineidae). De wetenschappelijke naam van deze soort werd in 1867 gepubliceerd door Henry Tibbats Stainton.
De soort komt voor in het noordoosten van Afrika, het Arabisch Schiereiland en is oostelijk bekend tot uit Pakistan.